# Movimento Internacional em Defesa dos Animais
O MIDAS (Movimento Internacional em Defesa dos Animais) é uma associação sem fins lucrativos fundada em 1998, activa em Portugal, mais nomeadamente na região de Matosinhos. Dedica-se à recolha, tratamento e entrega para adopção de animais doentes, abandonados ou perdidos, sobretudo cães e gatos. Simultaneamente, participa na luta contra a realização de touradas e demais espectáculos que provoquem dor e tortura aos mesmos.

## Funcionamento

### Sócios e Voluntários
Dentro dos membros do MIDAS, existem vários sócios que contribuem com 25 euros (10 para estudantes, menores ou reformados), podendo contribuir com outras donações. Enquanto sócio, pode-se ainda ser voluntário.

#### Direitos
Existem vários direitos ao sócio e/ou voluntário do MIDAS, dentro os quais:
- Desconto nos veterinários que apoiam o MIDAS;
- Vanicação dos animais de estimação a preços simbólicos em campanhas;
- Adesão ao programa de adopção de animais, podento adoptar animais definitivamente ou então acolher os mesmos temporariamente - família de acolhimento;
- Apoio ao domicílio em férias ou hospedagem temporária de animais em casa de voluntários a preços simbólicos;
- Particição activa em campanhas de vacinação e adopção de animais;
- Recepção de informação regular com actividades realizadas e a realizar proximamente.

### Localização
O MIDAS participa principalmente em Matosinhos, mas também é activo em outras regiões do Porto.

### Veterinários
A associação conta com o suporte de vários veterinários, dentre eles o Hospital Veterinário do Porto e a Clínica Veterinária do Canidelo